# De Lannoy (Nederlands adelsgeslacht)

De Lannoy is een oorspronkelijk Zuid-Nederlands geslacht waarvan leden sinds 1816 tot de Nederlandse adel behoren.

## Geschiedenis
De stamreeks begint met Martin de Lannoy die in 1548 overleed; zijn weduwe, Maria van de Wielle, woonde in 1575 te Ellignies-lez-Frasnes (bij Doornik). Hun zoon Marc de Lannoy vluchtte wegens de geloofsvervolgingen omstreeks 1567 van Doornik naar Antwerpen; daar werd hij op 5 augustus 1569 geëxecuteerd. Een zoon van hem, Martin de Lannoy vertrok in 1582 naar Keulen maar verbleef later ook te Dordrecht en te Wezel. Een zoon van de laatste, ds. Arnold de Lannoy (1590-1635) werd Waals predikant en vestigde zich in 1619 te Leiden. Vanaf het begin van de 18e eeuw werden leden van het geslacht militair.
Bij KB van 20 februari 1816 werd een nazaat, Jacques Arnold Henri de Lannoy (1734-1823), verheven in de Nederlandse adel en verkregen hij en zijn nageslacht het adelspredicaat jonkheer/jonkvrouw.

## Enkele telgen

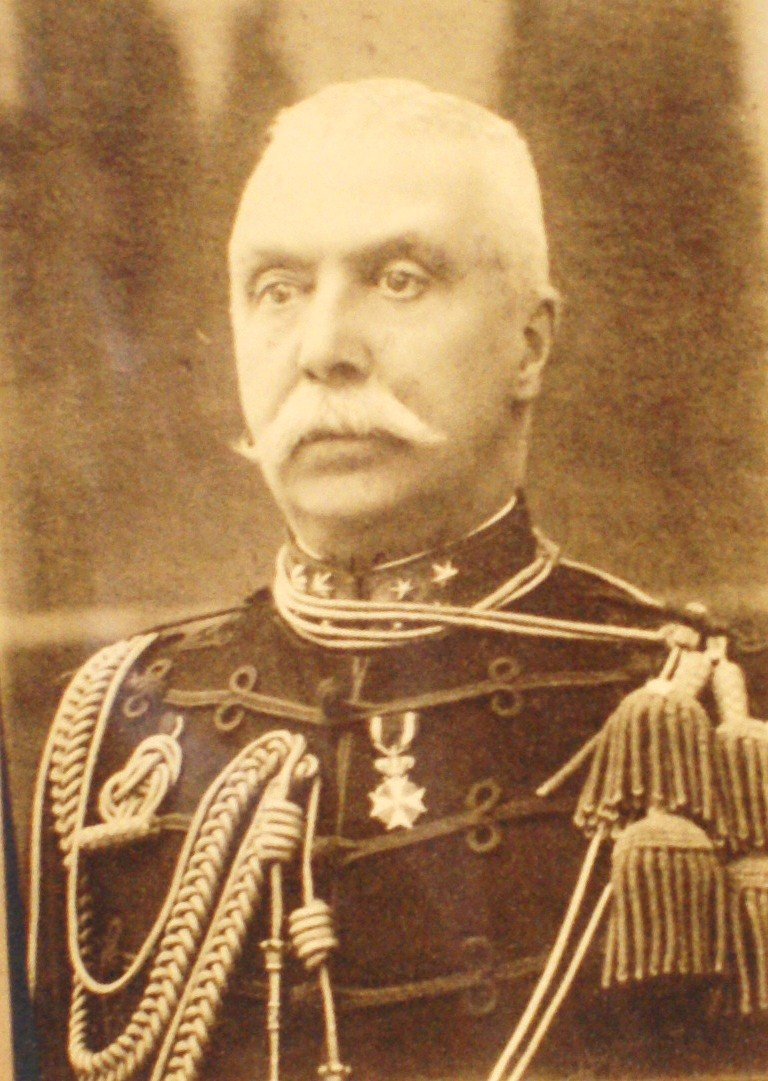
Lodewijk David Cornelis de Lannoy (1858-1922)

Ds. Arnold de Lannoy (1590-1635), Waals predikant
- Ds. Abraham de Lannoy (1623-1655), Waals predikant
  - Dr. Arnold de Lannoy (1653-1710), medisch doctor, poorter, raad en burgemeester van Vlissingen
    - Henri de Lannoy (1691-1771), officier in Statendient (1724-), laatstelijk generaal-majoor
      - Jhr. Jacques Arnold Henri de Lannoy (1734-1823), officier in Statendient, laatstelijk luitenant
        - Jhr. Jacques François de Lannoy (1766-1838), officier in Statendient (1788-), laatstelijk luitenant-kolonel
          - Jhr. Carel Frédéric de Lannoy (1814-1873), officier, laatstelijk kapitein
            - Jhr. Lodewijk David Cornelis de Lannoy (1858-1922), luitenant-generaal